# Faustin Lumuluabo
 (mars 2025).
Faustin Lumuluabo Wetu est un avocat de profession et homme politique congolais. Il est le maire de la ville de Tshikapa, chef-lieu de la province du Kasaï depuis 2023.

## Biographie
Avant sa nomination en tant que maire, Faustin Lumuluabu Wetu exerçait en tant qu'avocat. Son expérience juridique l'a préparé à assumer des responsabilités administratives et à gérer les affaires publiques de Tshikapa[source détournée].

### Mandat en tant que maire de Tshikapa
Depuis sa prise de fonction, Lumuluabo Wetu s'est engagé dans plusieurs projets visant à améliorer les infrastructures et les conditions de vie des habitants de Tshikapa. En mai 2023, il a exprimé sa satisfaction quant à l'achèvement de la construction du marché moderne de Tshikapa, financé par la Banque africaine de développement (BAD) et réalisé par la société chinoise China Jiangxi Corporation (CJIC). Ce marché comprend quatre hangars métalliques, un pavillon de 490 m², des installations hygiéniques, des dépôts et des bureaux, couvrant une surface totale de 6 275 m²,.
En mars 2024, le maire a pris position contre l'exploitation illicite de diamants par la population dans différents quartiers de Tshikapa. Lors d'une réunion administrative, il a exhorté les chefs des entités locales à dénoncer les fauteurs de troubles afin qu'ils soient traduits en justice.
Cependant, son mandat n'a pas été exempt de controverses. Des tensions ont émergé entre le gouvernorat et la mairie concernant la gestion du marché moderne de Tshikapa. Lumuluabu Wetu a souligné que le non-respect et la méconnaissance des textes légaux étaient à l'origine de ces désaccords.
De plus, des critiques ont été formulées par des mouvements citoyens, tels que la Lucha, concernant la gestion des manifestations publiques et l'insalubrité dans certains marchés de la ville. En réponse, le maire a accordé un moratoire d'une semaine aux personnes utilisant illégalement des dépôts comme habitations, afin de remédier à la situation.